# یان تینبرگن
یان تینبرگن (به نروژی: Jan Tinbergen) (زاده ۱۲ آوریل ۱۹۰۳ – درگذشته ۹ ژوئن ۱۹۹۴) اقتصاددان و استاد دانشگاه بود. او یکی از دو نفر برنده جایزه نوبل اقتصاد در سال ۱۹۶۹ می‌باشد، وی به همراه راگنار فریش به خاطر " طرح مدل‌های پویا و کاربرد آن در مطالعات اقتصادی "، اوّلین جایزه نوبل اقتصاد را دریافت کرد.

## زندگی
یان تینبرگن فرزند ارشد از پنج فرزند درک کورنلیس تینبرگن و ژانت ون ایک بود. برادر او Nikolaas «نیکو» تین برگن نیز یک جایزه نوبل را (برای فیزیولوژی، در طول ۱۹۷۳) برای کار خود در رفتارشناسی برنده شد، در حالی که کوچک‌ترین برادرش (لوک) یک پرنده‌شناس معروف بود. بین سال‌های ۱۹۲۱ و ۱۹۲۵، تین برگن ریاضیات و فیزیک را در دانشگاه لیدن تحت نظر پاول ارنفست گذراند. در آن سال‌ها در لیدن او بحث‌های متعدد با هندریک لورنتس، پیتر زیمان، و آلبرت انیشتین داشت.
پس از فارغ‌التحصیلی، تین برگن خدمات اجتماعی خود را در مدیریت یک زندان در روتردام و در دفتر مرکزی آمار (CBS) در لاهه انجام داد. او سپس به دانشگاه لیدن بازگشت و در سال ۱۹۲۹ از پایان‌نامه دکترا خود با عنوان (مسائل حداکثر و حداقل کردن در فیزیک و اقتصاد) دفاع کرد. این موضوع توسط ارنفست(Ehrenfest) پیشنهاد شد و تین برگن مجاز به ترکیب علایق خود در ریاضیات، فیزیک، اقتصاد و سیاست شد. در آن زمان، CBS یک بخش جدید بررسی کسب و کار و آمار ریاضی تأسیس کرد که تین برگن اولین رئیس آن شد و تا سال ۱۹۴۵ در آنجا مشغول به کار بود. دسترسی به داده‌های گسترده CBS به تین برگن در آزمایش مدل‌های نظریش کمک کرد. به موازات، با شروع از سال ۱۹۳۱ او استاد آمار در دانشگاه آمستردام شد، و در سال ۱۹۳۳ به عنوان استاد ریاضیات و آمار مدرسه عالی اقتصاد هلند، روتردام، منصوب شد.
از سال ۱۹۲۹ تا سال ۱۹۴۵ او در دفتر برنامه‌ریزی مرکزی هلند کار و به مدت کوتاهی به عنوان مشاور به جامعه ملل (۱۹۳۶–۱۹۳۸) خدمت کرده‌است. او یک سال را به عنوان استاد مهمان در دانشگاه هاروارد گذراند و سپس به مؤسسه اقتصادی هلندی (جانشین مدرسه عالی اقتصاد هلند) بازگشت. به موازات، او خدمات مشاوره‌ای به سازمان‌ها و دولت‌های کشورهای مختلف در حال توسعه، از جمله ترکیه، ونزوئلا، سورینام، اندونزی و پاکستان بین‌المللی ارائه می‌داد.
تین برگن به تدریج به تحقیقات اقتصادی متمایل شد و سعی کرد تا نظریّه‌های اقتصادی را که به زبان ریاضی بیان شده بود به محک آزمایش بگذارد. (بلاک، ص ۱۸۶) وی ابتدا به فیزیک علاقه‌مند شد پس از مدّتی به علوم ریاضی، آمار و در انتها به علم اقتصاد گرایش پیدا کرد. یکی از دلایل این تغییر نگرش، موقعیت اقتصادی لِیدِن طی دهه ۱۹۲۰ به خاطر شرایط خاصّ اقتصادی هلند بود. به دنبال افزایش بیکاری و فقر در سطح کشور هلند، وی تصمیم گرفت، سطح زندگی مردم را بهبود بخشد و اقتصاد منطقی‌ترین راه برای تحقّق این هدف بود. (pressman, p.132) در سال ۱۹۴۵ پس از اتمام جنگ جهانی دوّم در دفتر برنامه‌ریزی مرکزی هلند به فعالیّت مشغول شد و این همکاری تا سال ۱۹۵۵ ادامه یافت. در طی این دوره، تمام نیروی خود را صرف برنامه‌ریزی اقتصادی و توجّه به سیاست گزاری کرد. او در کتاب‌های " نظریه سیاست اقتصادی " ۱۹۵۲، " تمرکز و عدم تمرکز در سیاست اقتصادی " ۱۹۵۴ و " سیاست اقتصادی: مبادی و طرح ریزی " ۱۹۵۶ به اشاعهٔ این عقیده می‌پردازد که یک دولت باید اهداف کمّی (مثل سطح هزینهٔ دولت، میزان مالیات‌ها و رشد عرضه پول) را به خدمت بگیرد. استفاده از این روش، به کمک ارقام واقعی اقتصاد هلند به محک تجربه گذاشته شد. بدین ترتیب کتاب " نظریه سیاست اقتصادی " تین برگن سریعاً به یکی از پرخواننده‌ترین کتب مربوط به سیاست گذاری اقتصادی تبدیل گردید.
تین برگن یکی از مهم‌ترین بنیانگذاران اقتصادسنجی، تحلیل‌های ریاضی- اقتصادی و اقتصادی- آماری محسوب می‌شود. معیارهای اقتصادسنجی وی در گذشته در حساب‌های ملّی و بودجه ملّی بسیاری از کشورها کاربرد پیدا کرده‌است.
تین برگن پس از توسعه مدل اقتصادسنجی کلان در اقتصاد، به سوی جریان‌های سیاسی جلب شد. وی نشان داد که چگونه سیاستگذاران می‌توانند از مدل‌های اقتصاد کلان برای سنجش آثار سیاست پیشنهادی استفاده کنند و مشخص نمود چگونه مدل آماری می‌تواند به سیاستگذاران در تصمیم‌گیری سیاسی در زمان مواجهه با اهداف اقتصادی متضّاد کمک کند. علاوه بر این توضیح داد، چگونه می‌توان از تحلیل اقتصادی برای کمک به برنامه‌های توسعه اقتصادی بین‌المللی جهت بهبود درآمدهای اقتصادی استفاده کرد.
تین برگن توزیع درآمد را از یک دورنگری پویا به دست آورد. وی علاوه بر جستجوی علل توزیع درآمد جاری، علل ریشه‌ای در تغییرات توزیع درآمد در طول زمان را پیدا کرد و این موارد را در عوامل مؤثر عرضه نیروی کار و تقاضای نیروی کار لحاظ کرد. به نظر وی، تحصیلات و توسعهٔ تکنولوژی از مهمّ‌ترین عوامل مؤثر در عرضه و تقاضای نیروی کار است.
وی در سال ۱۹۷۵ ضمن انتشار کتاب " توزیع درآمد: تجزیه و تحلیل و سیاست‌ها " که کتاب با ارزشی در توضیح توزیع درآمد اشخاص و نیز بررسی توزیع عادلانه درآمد است، بازنشسته شد. این کتاب با اقبال زیادی مواجه نشد. یان تین برگن تا پایان عمر به تحقیق و تألیف کتاب ادامه داد و به عنوان یک شخصیّت اجتماعی برجسته و چهره مشهور در سال ۱۹۹۴، در سن ۹۱ سالگی درگذشت.